# Jade Rachid
Jade El Adib Rachid Ferraz é uma personagem da telenovela O Clone exibida originalmente no Brasil de 1 de outubro de 2001 a 15 de junho de 2002. A personagem foi interpretada pela atriz Giovanna Antonelli.
Na versão colombiana da novela, El Clon (2010), Sandra Echeverría foi a atriz escolhida para interpretar Jade, tendo o sobrenome alterado para Mebárak Hashim.

## História de Jade

### Primeira fase
A bela e romântica muçulmana Jade vivia no Brasil com a sua mãe Sálua. Após a morte da mãe, Jade, com apenas 16 anos, voltou para a cidade de Fez, no Marrocos, para viver com o seu tio Ali (Stênio Garcia), que também cuidava de sua outra sobrinha, Latiffa(Letícia Sabatella). Ali queria escolher bons maridos para as sobrinhas. Ele deixou Jade e Latiffa sob os cuidados da governanta Zoraide (Jandira Martini), que amava as meninas como se fossem suas próprias filhas.
Os gêmeos Diogo e Lucas (Murilo Benício) vão passar uns dias no Marrocos junto com o padrinho de Diogo, o cientista Albieri (Juca de Oliveira). Visitando a casa de Ali, grande amigo de Albieri, Lucas conhece e se apaixona perdidamente por Jade, sendo correspondido, mas são impedidos de viver este amor, por causa dos costumes muçulmanos, defendidos rigorosamente por Ali; que quer que Jade se case com Said (Dalton Vigh), amigo da família. Jade se recusa, pois não aceita os costumes e tradições muçulmanas e se dispõe a fugir de seu país para se casar com Lucas no Rio de Janeiro. Eles passam a viver uma história de amor, encontrando-se às escondidas, em uma relação verdadeira e perigosa, onde o amor prevalece. Eles sempre se encontram nas ruínas do deserto e lá acontece a primeira vez de Jade, já que Lucas promete casamento quando fugirem. Jade é a única que consegue desafiar a fúria do tio Ali, já que todos o temem. Ela não aceita viver num país onde o homem manda, em que a mulher pode morrer por não se casar virgem e tem que viver sob a autoridade de um marido que a família escolhe.
Como Latiffa se casou e foi para o Brasil, Jade recebe autorização para ir com ela e com Lucas. Chegando de volta ao Rio de Janeiro, Jade e Lucas continuam se encontrando às escondidas e Lucas decide se casar com ela e levá-la para a casa do pai. Seu pai o proíbe de casar e diz que ele tem que terminar a faculdade e que não aceitará uma mulher na casa. Jade, totalmente apaixonada, foge da casa de Latiffa, manda uma carta para o tio Ali dizendo que nunca mais voltará. Desesperado, Lucas vai ao encontro da amada e diz que é impossível eles tomarem qualquer atitude agora, pois Diogo morreu e o pai não a aceita na casa dele. Jade fica em profunda depressão e volta para a casa de Latiffa.
Sem alternativa e com medo de ser expulsa da família por ela ter cometido diversos pecados (segundo as tradições religiosas de sua família) que acabariam com a reputação moral dos familiares, Jade é obrigada a voltar para o Marrocos e aceita a escolha de seu tio Ali, casando-se com Said. Apaixonado por Jade, Said a aceita mesmo após descobrir que ela já não é mais virgem, chegando a fazer um corte em um dedo da mão para simular o sangramento que Jade teria em sua primeira vez.
Mesmo após o casamento de sua amada, Lucas volta ao Marrocos e o casal passa a se encontrar novamente, e eles tentam fugir. Jade passa a ser sensual e provocante com Said, dançando muito para ele e consegue muitas joias e ouro das mãos dele mas vende tudo para ir embora. Porém Lucas a deixa esperando pela terceira vez. Ele demorou a chegar ao local do encontro e Said mandou a polícia achar Jade, assim ela é levada a força, mas perde seu colar que possuía uma pedra jade, colar que ela carrega desde que nasceu e que salvou a vida dela quando bebê. Ela volta para a casa do marido e fala que perdeu suas joias e ficou desesperada e por isso sumiu. Ele fica desconfiado mas acredita, e ela se desespera pois perdeu sua pedra jade, que lhe dava sorte. Lucas consegue chegar ao local, mas não vê Jade ali. Ele encontra seu colar e leva com ele para o Brasil.
O tempo passa e Jade vê que é impossível fugir, e chega a conclusão que Deus não destinou Lucas a sua vida. Então ela com muita tristeza, liga para Lucas e diz para ele esquecer o amor que tiveram, que tudo foi uma ilusão e que ela ama Said, ele fica muito decepcionado e volta ao Marrocos para ouvir isso dela, e ela, mesmo o amando demais, é dura e insensível e diz muita coisa, que destrói Lucas por dentro. Ele decide voltar ao Brasil e esquecer esse amor, e Jade vai chorar nos braços de Zoraide (Jandira Martini).
Enquanto isso, Jade sofre muito no casamento, não pode sair de casa, é obrigada a fazer tudo e tratada como empregada. Said é super apaixonado mas sabe que ela não o ama e isso o faz sentir ciúmes e tratá-la com dominação e frieza. Ela quer se divorciar para poder viver no Brasil com as amigas e fazer faculdade. Ela sofre mais ainda quando Said mostra a ela notícias de que Lucas casou e vai ser pai e joga na cara dela que ele é feliz, fato que a deixa bem por ele estar feliz, mas queria que fosse com ela e não com outra. Latiffa sempre a avisa sobre Lucas, pois ela o vê às vezes.
Ela passa a ser uma péssima esposa e dona de casa. Ela quer arranjar uma segunda esposa para ele, assim pode pedir para que ele dê o divórcio, mas ele diz que jamais a deixará livre. Ela combina com uma moça, que seduz Said, mas ele descobre o golpe e aí tudo é desfeito. Ela também tem que aguentar as maldades de Nazira (Eliane Giardini), irmã de Said, que sempre a inferniza e a joga contra Said, a tratando muitas vezes como uma escrava da casa. Ela não vê saída e tenta descobrir a senha do cofre dele. Um dia ele deixa aberto, e ela pega o passaporte e muito ouro e tenta fugir, e Zoraide a ajuda, mas de novo dá errado.
Jade toma chás abortivos, para evitar possíveis gestações de Said, mas é descoberta por tio Adidu. Em uma destas vezes, ela não consegue êxito e realmente engravida de Kadhija (Carla Dias).
Como tinha tentado fugir e perdido suas joias, Said a repudiou. Quando engravidou de sua filha, viveu sua gestação sabendo que a criança seria da família do marido após o nascimento.
Quando Kadhija nasceu, Jade pediu perdão e Said apaixonado, aceitou.
Viveram então, anos com calmaria, e um amor amortecido.
Enquanto Lucas vivia no Brasil, um casamento cheio de traições (por parte de lucas), Jade criava sua filha e vivia um casamento ameno

### Segunda fase
Passam-se 20 anos. Jade está casada com Said, e tenta ser feliz ao lado dele, mas nunca conseguiu esquecer Lucas completamente. Said e Jade têm uma filha, Khadija (Carla Diaz). Jade, no início do casamento, fez um inferno na vida de Said, agindo propositalmente como uma péssima esposa a fim de que ele pedisse a separação e ela voltar para Lucas, mas com o tempo teve que parar de sonhar com um amor impossível e voltar a realidade. Zoraide é sua amiga e confidente e até hoje a ajuda a tentar achar Lucas.
Consciente de que Jade nunca o amou realmente, Said, posteriormente, casa-se também com a jovem Ranya (Nívea Stelmann) e tem um filho com ela. Jade fica muito feliz com isso, pois pode convencê-lo a se separar, mas ele não a ouve e só a faz sofrer. Em outro momento, em um ato de fúria com Jade pelo comportamento rebelde dela, já que ela não aceita receber ordens de marido e discute muito com ele, ele a repudia três vezes, o que significa divórcio, mas se arrepende. No entanto, pelos costumes muçulmanos, o marido só pode voltar atrás nesta decisão caso arranje um outro marido para sua mulher, para que este também a repudie. Foi o que Said fez: Ele pede ao amigo Zein (Luciano Szafir), um mulherengo convicto, que se case de fachada com Jade por um dia, para que ela possa voltar para ele depois. Só que Zein se apaixona por Jade, sendo mais um disputando seu amor.
Após 20 anos de solidão e saudades, Lucas e Jade se reencontram no Rio de Janeiro por acaso, quando ela vem ao Brasil com Said, que vinha para tratar de negócios com Leônidas (Reginaldo Faria). Lucas e Jade nem acreditam quando se veem e a chama do amor se ascende e tudo que eles viveram volta a mente e lentamente voltam a fazerem planos para ficarem juntos, e Lucas dá a chance final a ela: Ou foge com ele ou se separam de vez. Por outro lado, Said e Maysa (Daniela Escobar) chegam a ter um rápido relacionamento para compensarem as mágoas.
Mel (Débora Falabella), filha de Lucas com Maysa, desenvolve dependência química o que contribui para estragar mais um plano de Lucas de fugir com Jade, já que Mel é agressiva e vive em fúria.
Léo (Murilo Benício), o clone de Lucas, reencontra Albieri ocasionalmente nos Lençóis Maranhenses. Ele acompanha o padrinho em uma viagem para o Marrocos, onde Albieri visitará seu amigo Ali. Lá, Léo conhece Jade e se apaixona por ela, exatamente como aconteceu com Lucas 20 anos antes. Ele, então, disputa com Lucas o amor de Jade, que sabe quem é cada um, mas ao ver Léo por um rápido momento achou ser Lucas. Léo passa a perseguir Jade a querendo de qualquer forma, e Lucas manda ele parar de viver uma vida que não é dele.

### Final da personagem
Jade escapa com Khadija, mas Said encontra as duas. Ele fica com raiva e tira Khadija do contato com a mãe, o que deixa Jade devastada, mas ele repensa e concede Khadija a ter encontros com a mãe.
Léo decide seguir Albieri, que desaparece nas dunas do Deserto do Saara, enquanto Lucas vai buscar Jade. Eles se reencontram e ficam juntos. Um ano depois, os dois vão a visitar tío Alí. Jade e Lucas são felizes.

## Cultura popular
Durante a exibição original da novela a pulseira anel oriental de Jade entrou na moda e virou febre entre as mulheres brasileiras.